# Ingres
Ingres（イングレス）は、商用サポートのある、オープンソースの関係データベース管理システムである。Ingres は 1970年代初めから1980年代初めにかけて、カリフォルニア大学バークレー校での研究プロジェクトで開発された。オリジナルのコードは、バークレーの他のプロジェクトと同様、BSDライセンスにより最小限のコストで入手可能である。1980年代中ごろから Ingres に基づいた商用データベース製品がいくつも生まれた。例えば、Sybase、Microsoft SQL Server、NonStop SQL などがある。Postgres（Post Ingres）は 1980年代中ごろから開始されたプロジェクトで、後に PostgreSQL へと発展した。Ingres はコンピュータ関連の研究プロジェクトとしては最も影響の大きいものの1つに数えられる。
Ingres製品はいくつかの会社への買収を繰り返した後に、HCLテクノロジーズに買収された。

## 歴史

### Ingres
1973年、IBMでSystem Rプロジェクトが始まり、構築中のシステムに関する一連の論文が公表された。バークレーの2人の科学者 マイケル・ストーンブレーカーとEugene Wongはこれを読んでそのコンセプトに惹かれ、リレーショナルデータベース研究プロジェクトを自ら始めることを決意した。
彼らはバークレーの経済学部からIngres（INteractive Graphics REtrieval System）と名づけた地理情報データベースシステム研究のための資金を得ていた。この資金でリレーショナルデータベース研究を行うことにした。さらなる資金を得るため、ストーンブレーカーはDARPAに接触した。当時のDARPAはコンピュータ研究開発の資金提供元として有名だった。しかし、DARPA も海軍研究局（ONR）も既に他所のデータベース研究に資金提供していたため、ストーンブレーカーの提案は門前払いとなった。ストーンブレーカーは他の政府機関にもあたり、同僚たちの協力もあって、米国科学財団と3つの軍関係機関（空軍科学研究局、陸軍研究局、海軍電子システム司令部）から多少の援助を得ることとなった。
資金を得ると、Ingresは1970年中ごろ学生を使って開発が進められた。IngresはSystem Rと同様の発展を続け、1974年の初期のプロトタイプを始まりとして、次々と機能を追加したリビジョンがリリースされた。Ingresは草の根的にあちこちで使われ、そこから新しいアイデアを含むフィードバックがあり、開発チームがそれらを取り入れていった。Ingresは概念的にはSystem Rとほぼ同じだったが、DECのマシン上のUNIXで動作するローエンドのシステムを指向していた。

### 商業化
System Rとは異なり、Ingresのソースコードは（テープ形式で）実費で誰でも入手可能だった。1980年までに数千のコピーが主に大学を中心に配布された。バークレー出身の学生や他の大学で Ingresのソースコードを使った経験のある学生によって様々な商用データベース製品が生み出されることとなった。
バークレーの学生Jerry Held（後にはKarel Youseffiも）はタンデムコンピューターズに入社し、後にNonStop SQLとなるシステムを開発した。このタンデムのシステムはIngres技術の再実装に他ならない。並列システム上で効率的に動作するよう改良され、データの分散、処理の分散、そしてかなり難しい分散トランザクションを実現していた。システムのコンポーネントは1970年代末に最初にリリースされた。1989年までにクエリを並列に実行できるようになり、この製品はプロセッサ数に比例して性能が向上する数少ないデータベースとして有名になった。NonStop SQLのサーバに2つめのCPUを追加すると、性能はほぼ2倍に向上した。タンデムは後にコンパックに買収され、2000年からこの製品の書き換えが行われた。なお、この製品は現在ではヒューレット・パッカードのものとなっている。
バークレー在籍時にIngresプロジェクトのチーフプログラマだったRobert Epsteinは、同じくプロジェクトに学生として関わったPaula HawthorneとMike Ubellと共にBritton-Leeという会社を設立した。後にEric Allmanも参加している。後に彼らはサイベースを設立。サイベースは1980年代から1990年代にかけて、一時期Oracleに次ぐシェアを誇る製品を持っていたが、どこからともなくInformix が登場して1997年にその地位を奪われた。サイベースの製品はマイクロソフトにも1992年にライセンス提供され、マイクロソフトはそれをMicrosoft SQL Serverとして販売した。この関係は1990年代後半になって破綻し、現在ではSQL Serverはサイベースの製品よりも幅広く売れている。
いくつかの企業がIngresのソースコードを使って製品を開発した。最も成功した企業としてRelational Technology (RTI) があり、これは1980年にストーンブレーカーとWongがもう1人のバークレーの教授Lawrence A. Roweと共に創設したものである。RTIは1980年代中ごろにイングレス (Ingres Corporation) へと改称。同社はコードをDECのVMS向けに移植し、データベースの作成/操作用のフロントエンドツール群（例えば、報告書印刷、フォームエントリ/更新など）やアプリケーション開発ツール群を開発した。ソースコードは更新されていき、機能が追加され（例えば、複数文トランザクション、SQL、B木アクセス法など）、性能が強化された（例えば、コンパイルされたクエリ、マルチスレッド化サーバなど）。同社は1990年11月、ASK Corporationに買収された。創設者たちはその後数ヶ月以内に同社を去った。1994年、ASK/イングレスはCAに買収され、その後もIngres系の製品が販売された（OpenIngres、Ingres II、Advantage Ingresなど）。
2004年、CAはIngres r3をオープンソースライセンスでリリースした。コードにはDBMSサーバとユーティリティ、テキストベースのフロントエンド、アプリケーション開発ツールが含まれている。つまり、GUIベースの開発環境OpenROAD以外は全て含まれている。2005年11月、Garnett&Helfrich CapitalはCAと共同でIngres Corporationを新たに設立し、IngresとOpenROAD、それらの関連製品のサポートとサービスを同社が行うようになった。
2006年2月、Ingres CorporationはGPLライセンスでIngres 2006をリリースした。

### Postgres
Postgresプロジェクトは関係モデルを使った既存のデータベース管理の実装の限界に対処することを目的として開始された。最重要課題は、ユーザーが新たな定義域（ドメイン、データ型）を既存の単純な定義域から定義できない点だった。プロジェクトは他にも追記型メディア（Write Once Read Manyメディア。光ディスクなど）への対応、大容量記憶装置への対応、推論、オブジェクト指向型データモデルなどを取り入れた。実装上も、データベースとアプリケーションの新たなインタフェースが導入された。
プロジェクトの成果はPostgresと呼ばれ、完全な型サポートに必要な最小限の機能だけを導入した。型定義機能だけでなく、関係を完全に記述できる機能も持っている。これは広く使われたが、メンテナンスはユーザーに任されていた。Postgresではデータベースが関係を「理解」すると言われ、「規則」に従って自然な方法で関連する表から情報を得ることができる。詳細はPostgreSQLを参照されたい。
1990年代になるとストーンブレーカーはPostgresの商業化のために新たな会社Illustraを設立した。同社とその技術は後にInformixが買収した。

## 管理ツール
- Database Master